# شانه‌موش‌ها
شانه‌موش‌ها (نام علمی: Ctenodactylus) نام یک سرده از خانواده موش شانه است.